# فيرينك ديك
فيرينك ديك (بالمجرية: Deák Ferenc)‏ هو لاعب كرة قدم مجري، ولد في 16 يناير 1922 في بودابست في المجر، وتوفي بنفس المكان في 18 أبريل 1998. شارك مع منتخب المجر لكرة القدم. أما مع النوادي، فقد لعب مع نادي أويبست ونادي فيرينتسفاروشي.

## وصلات خارجية
- فيرينك ديك على موقع قاعدة بيانات كرة القدم.إي يو (الإنجليزية)
- فيرينك ديك على موقع ناشيونال فوتبول تيمز (الإنجليزية)
- فيرينك ديك على موقع عالم كرة القدم.نت (الإنجليزية)